# Saltos ornamentais no Campeonato Mundial de Esportes Aquáticos de 2022 - Plataforma 10 m sincronizado misto
A prova da plataforma 10 m sincronizado misto dos saltos ornamentais no Campeonato Mundial de Esportes Aquáticos de 2022 foi realizada no dia 1 de julho, em Budapeste, na Hungria. 

## Calendário
Horário local (UTC+2).
| Fase  | Data       | Hora  |
| ----- | ---------- | ----- |
| Final | 1 de julho | 19:00 |

## Medalhistas
| Ouro                       | Prata                                    | Bronze                                          |
| China · Duan Yu · Ren Qian | Ucrânia · Oleksiy Sereda · Sofiya Lyskun | Estados Unidos · Carson Tyler · Delaney Schnell |

## Resultados
A final foi realizado no dia 1 de julho às 19:00. 
| Pos.              | Nacionalidade  | Saltadores                             |        |
| Pos.              | Nacionalidade  | Saltadores                             | Pontos |
| ----------------- | -------------- | -------------------------------------- | ------ |
| Medalha de ouro   | China          | Duan Yu Ren Qian                       | 341.16 |
| Medalha de prata  | Ucrânia        | Oleksiy Sereda Sofiya Lyskun           | 317.01 |
| Medalha de bronze | Estados Unidos | Carson Tyler Delaney Schnell           | 315.90 |
| 4                 | Alemanha       | Lou Massenberg Elena Wassen            | 286.38 |
| 5                 | Itália         | Eduard Timbretti Sarah Jodoin Di Maria | 269.34 |
| 6                 | Cuba           | Carlos Ramos Anisley García            | 263.91 |
| 7                 | Coreia do Sul  | Yi Jaeg-yeong Cho Eun-bi               | 249.39 |
| 8                 | França         | Gary Hunt Jade Gillet                  | 246.39 |
| 9                 | Austrália      | Domonic Bedggood Melissa Wu            | 243.12 |